# Yeniçiftlik, Marmaraereğlisi
Yeniçiftlik là một thị trấn thuộc huyện Marmaraereğlisi, tỉnh Tekirdağ, Thổ Nhĩ Kỳ. Dân số thời điểm năm 2011 là 7.356 người.